# ستيمانكا (كورينثيا)
ستيمانكا (Στιμάγκα) هي قرية جبلية في محافظة كورينث في البيلوبونيز.

## الجغرافيا والتاريخ
تقع ستيمانكا في وسط محافظة كورنث السابقة، على مسافة 29 كم غرب جنوب شرق مدينة كورنث و16 كم جنوب غرب من زيفغالاتيو (مقر البلدية). وهي مبنية على المنحدرات الشمالية لجبل إيفانجليستريا على ارتفاع 520 مترًا. أتى اسمها من مسؤول من شمال إبيروس يدعى نيكولوس ستيمانكاس، والذي تنازل له حكام ميسترا عن المنطقة خلال الفترة البيزنطية. تشهد الاكتشافات الأثرية المختلفة على سكن المنطقة منذ العصور القديمة. في المنطقة الأوسع يوجد موقع مدينة كاماري من القرن الخامس. بينما في الجنوب الغربي من القرية توجد بقايا قلعة قديمة على قمة إيفانجليستريا. خدم برج إيفانجليستريا خلال فترة الفرنجة كحلقة وصل بين أكروكورينث وحصن ستيمفاليا وكورنث الغربية (ثياميا القديمة وقلعة فوكاس). تم إعلان المدرسة الابتدائية القديمة (1898) الواقعة على أطراف القرية معلماً تاريخياً.
يعمل سكان القرية بشكل رئيسي في الزراعة وخاصة في زراعة العنب والزيتون. تقدر الأراضي المزروعة بـ 12,000 فدان من العنب و 5,000 فدان زيتون. يتم تنظيم «مهرجان العنب» في بداية شهر سبتمبر من كل عام من قبل تعاونية ستيمانكا الزراعية وجمعية «ثياميس» للفولكلور والرقص وجمعية ستيمانكا الثقافية.

## التنظيم الإداري
ذكلرت المستوطنة بعد الاستقلال في 1834 بشأن ضمها إلى بلدية نيميا آنذاك. وفقًا لخطة كاليكراتيس، فإن كومونة ستيمانكا تنتمي إلى الوحدة البلدية التابعة لبلدية فيلوس فوخاس ويبلغ عدد سكانها 981 نسمة وفقًا لتعداد عام 2011.